# Patient Number 9
《Patient Number 9》은 영국의 헤비 메탈 가수 오지 오스본의 열세 번째이자 마지막 스튜디오 음반이다. 이 음반은 2022년 9월 9일, 에픽 레코드를 통해 발매되었으며, 앤드루 와트가 프로듀싱했다.
《Patient Number 9》는 음악 평론가들로부터 호평을 받았으며, 제65회 그래미 어워드에서 최우수 록 음반상을 수상했다. 이 음반은 기타 월드 독자들이 선정한 2022년 최고의 기타 음반 9위에 올랐다.
이 음반은 오스본이 2025년 7월 22일에 사망하기 전 발매한 마지막 솔로 음반이었지만, 오스본은 2024년에 '하나 더 음반' 작업을 위해 스튜디오에 들어갔다고 밝혔다.

## 배경 및 홍보
《Ordinary Man》 발매 4일 후, 오스본은 앤드루 와트를 프로듀서로 다시 영입하여 후속작 작업을 시작했다고 발표했다. 2022년 6월 24일, 제프 벡이 피처링한 리드 싱글이자 타이틀 곡 "Patient Number 9"이 뮤직 비디오와 함께 공개되었다. 뮤직 비디오는 토드 맥팔레인과 M. Wartella가 감독했다. 이 클립은 오스본의 손으로 그린 삽화를 통합한 최초의 비디오다. 오스본은 트위터에 "내 악마들이 애니메이션화되어 노래의 제프 벡 기타 솔로에서 볼 수 있다"고 썼다. 이 곡은 이후 빌보드의 핫 하드 록 송 차트에서 1위로 데뷔했으며, 동시에 빌보드의 핫 록 송 차트와 핫 록 & 얼터너티브 송 차트에서 각각 17위와 22위를 기록했다. 동시에 오스본은 음반, 표지, 트랙 목록, 발매일을 발표했다.
오스본의 전 블랙 사바스 밴드 동료인 토니 아이오미가 피처링한 두 번째 싱글 "Degradation Rules"는 7월 22일에 공개되었다. 음반 발매 4일 전인 9월 5일, 잭 와일드가 피처링한 세 번째 싱글 "Nothing Feels Right"가 발매되었다. 오스본은 음반을 홍보하기 위해 9월 8일 로스앤젤레스 램스의 NFL 시즌 개막전 버펄로 빌스와의 경기 하프타임 쇼에서 공연했다.

## 평가
| 전문가 평가          | 전문가 평가 |
| 총 점수              | 총 점수     |
| 출처                 | 점수        |
| -------------------- | ----------- |
| 메타크리틱           | 75/100      |
| 평가 점수            |             |
| 출처                 | 점수        |
| 올뮤직               | [ 19 ]      |
| 가디언               | [ 20 ]      |
| 인디펜던트           | [ 21 ]      |
| 케랑!                | [ 22 ]      |
| 메탈 해머            | [ 23 ]      |
| 뉴 뮤지컬 익스프레스 | [ 24 ]      |
| Wall of Sound        | 7/10        |

Patient Number 9는 현대 음악 평론가들로부터 전반적으로 긍정적인 평가를 받았다. 주류 출판사의 리뷰에 100점 만점으로 정규화된 점수를 부여하는 메타크리틱에서는 이 음반이 10개의 리뷰를 바탕으로 평균 75점을 받아 "대체적으로 호의적인 평가"를 나타냈다.
올뮤직 평론가 프레드 토머스는 이 음반에 대체적으로 긍정적인 평가를 내렸다. 그는 "그 치명적인 관점이 때때로 비쳤음에도 불구하고, 오지 오스본은 Patient Number 9 전반에 걸쳐 과하게 충전된 것처럼 들린다. 그는 Ordinary Man에서 시작한 예상치 못한 후반기 복귀를 이어갔고, 더 많은 도전을 통해 그 음반을 뛰어넘었다"고 썼다.
또한, 가디언에 기고한 알렉시스 페트리디스는 이 음반에 전반적으로 긍정적인 평가를 내리며, "대조적으로, Patient Number 9는 오스본이 자신의 죽음을 번갈아 가며 강렬하게 감동적인 용어로 숙고하는 아름다운 스타디움 록 발라드 'God Only Knows'로 마무리된다"고 암시했다.
케랑!은 이 음반에 별 5개 중 4개를 주며 다음과 같이 평했다. "무엇보다도 오지가 여전히 활동하며 어둠의 왕자로 남아있는 것을 보니 기쁘다. 하지만 Patient Number 9는 전작과 마찬가지로 삶과 우정, 그리고 음악의 마법적인 힘에 대한 거대한 축제다. 그는 '나는 불멸이기 때문에 절대 죽지 않을 거야!'라고 'Immortal'에서 선언한다. 그는 그렇게 들린다."
메탈 해머는 이 음반에 긍정적인 평가를 내리며 "오지가 이제 마지막을 향해 가고 있다는 소문을 들었을지 모르지만, Patient Number 9는 빌린 시간으로 살아가는 사람의 작품처럼 들리지 않는다. 오히려 빌어먹을 어둠의 왕자가 친구들과 함께 절대적으로 즐거운 시간을 보내고 있으며, 이상하게도 새로운 예술적 야망을 가진 것처럼 들린다"고 평했다.
뉴 뮤지컬 익스프레스의 라이언 데일리는 Patient Number 9에 거의 만점에 가까운 점수를 주며 다음과 같이 평했다. "73세의 나이에 건강과 싸우고 있는 오스본이 그 기준을 특히 높게 유지할 것이라고는 예상하지 못할 것이다. 하지만 대부분 Patient Number 9는 바로 그렇게 한다. 이것은 활기찬 하드 록 마법의 작품이다. 미신적인 메탈 프론트맨은 최근 인디펜던트 인터뷰에서 13이라는 숫자를 '보지 않으려 한다'고 밝혔지만, 그의 웅장한 13번째 솔로 음반을 가지게 된 것은 우리에게 행운이다."
월 오브 사운드의 개러스 윌리엄스는 이 음반에 긍정적인 평가를 내리며, "록에서 가장 독특한 목소리 중 하나를 숨길 수는 없으며, 가수는 최근 몇 년 중 가장 좋은 소리를 낸다. 이 음반이 어떤 새로운 지평을 열지는 않지만, 2007년의 Black Rain이나 2010년의 Scream과 같은 음반보다 훨씬 뛰어나다. Ordinary Man이 2020년 주류 차트를 휩쓸었던 것처럼, Patient Number 9도 멀지 않아 뒤따를 것이다."라고 말했다.
제65회 그래미상에서 Patient Number 9는 최우수 록 음반을 포함하여 총 4개 부문 후보에 올랐다. 타이틀곡 "Patient Number 9"은 최우수 록 노래와 최우수 록 퍼포먼스 부문에, "Degradation Rules"는 최우수 메탈 퍼포먼스 부문에 후보로 지명되었다. 이 음반은 최우수 록 음반과 "Degradation Rules"로 최우수 메탈 퍼포먼스 부문에서 두 개의 그래미상을 수상했다. 이 수상으로 오지 오스본과 토니 아이오미는 이전에 블랙 사바스 멤버로 두 번 수상한 것에 이어 함께 세 번째 그래미상을 수상하게 되었다.

## 곡 목록
| #            | 제목                                       | 작사·작곡                                                       | 재생 시간 |
| ------------ | ------------------------------------------ | --------------------------------------------------------------- | --------- |
| 1.           | 〈Patient Number 9〉 (피처링 제프 벡)      | 존 오스본 앤드루 워트먼 로버트 트루히요 채드 스미스 알리 탐포시 | 7:21      |
| 2.           | 〈Immortal〉                               | 오스본 워트먼 스미스 탐포시 더프 맥케이건                       | 3:03      |
| 3.           | 〈Parasite〉                               | 오스본 워트먼 트루히요 탐포시 테일러 호킨스                     | 4:05      |
| 4.           | 〈No Escape from Now〉                     | 오스본 워트먼 스미스 탐포시 아이오미                            | 6:46      |
| 5.           | 〈One of Those Days〉 (피처링 에릭 클랩튼) | 오스본 워트먼 스미스 탐포시 맥케이건                            | 4:40      |
| 6.           | 〈A Thousand Shades〉 (피처링 제프 벡)     | 오스본 워트먼 스미스 탐포시 라이언 테더                         | 4:26      |
| 7.           | 〈Mr. Darkness〉                           | 오스본 워트먼 트루히요 탐포시 호킨스                            | 5:35      |
| 8.           | 〈Nothing Feels Right〉                    | 오스본 워트먼 스미스 탐포시 크리스 채니                         | 5:35      |
| 9.           | 〈Evil Shuffle〉                           | 오스본 워트먼 트루히요 스미스 탐포시                            | 4:10      |
| 10.          | 〈Degradation Rules〉                      | 오스본 워트먼 스미스 트루히요                                   | 4:10      |
| 11.          | 〈Dead and Gone〉                          | 오스본 워트먼 트루히요 스미스 탐포시                            | 4:32      |
| 12.          | 〈God Only Knows〉                         | 오스본 워트먼 탐포시 호킨스                                     | 5:00      |
| 13.          | 〈Darkside Blues〉                         | 오스본 워트먼                                                   | 1:47      |
| 총 재생 시간 | 총 재생 시간                               | 총 재생 시간                                                    | 61:10     |

참고
- 음반의 LP 버전은 "Immortal"이 첫 번째 트랙이고 "Patient Number 9"이 두 번째 트랙이다.
- "Darkside Blues"의 초기 버전은 오스본의 이전 음반 Ordinary Man의 일본 보너스 트랙으로 이전에 나왔다.

## 참여자
공식 책자에서 인용한 크레딧
솔로 밴드 멤버
- 오지 오스본 – 리드 보컬, 하모니카 (트랙 10, 13)
- 잭 와일드 – 기타 (트랙 1–3, 6–9, 11, 12), 키보드 (트랙 1, 5, 7, 9), 오르간 (트랙 8)

추가 음악가
- 앤드루 와트 – 기타 (트랙 1–3, 5–13), 베이스 (트랙 4, 6, 7, 9, 12), 키보드 (트랙 1, 5–7, 11, 12), 피아노 (트랙 3, 6, 12), 드럼 (트랙 11, 12), 백 보컬, 프로듀싱
- 제프 벡 – 기타 (트랙 1, 6)
- 토니 아이오미 – 기타 (트랙 4, 10)
- 마이크 매크리디 – 기타, 백 보컬 (트랙 2)
- 에릭 클랩튼 – 기타, 백 보컬 (트랙 5)
- 조시 호미 – 기타, 백 보컬 (트랙 12)
- 로버트 트루히요 – 베이스 (트랙 1, 3, 7, 9–12)
- 더프 맥케이건 – 베이스, 백 보컬 (트랙 2, 5)
- 크리스 채니 – 베이스 (트랙 8)
- 채드 스미스 – 드럼 (트랙 1, 2, 4–6, 8–12), 퍼커션 (트랙 6)
- 테일러 호킨스 – 드럼 (트랙 3, 7, 12), 퍼커션 (트랙 3)
- 제임스 포이저 – 오르간 (트랙 5)
- 데이비드 캠벨 – 현악기 편곡 (트랙 6, 11)
- 찰리 비샤랏 – 바이올린 (트랙 6, 11)
- 로베르토 카니 – 바이올린 (트랙 6)
- 마리오 드레온 – 바이올린 (트랙 6)
- 니나 에브투호프 – 바이올린 (트랙 6)
- 송가 리 – 바이올린 (트랙 6, 11)
- 나탈리 레게트 – 바이올린 (트랙 6, 11)
- 필립 레비 – 바이올린 (트랙 6)
- 알리사 파크 – 바이올린 (트랙 6)
- 미셸 리처즈 – 바이올린 (트랙 6)
- 닐 샘플스 – 바이올린 (트랙 6, 11)
- 제니퍼 타카마쓰 – 바이올린 (트랙 6)
- 케렌자 피칵 – 바이올린 (트랙 11)
- 사라 파킨스 – 바이올린 (트랙 11)
- 앤드루 덕클스 – 비올라 (트랙 6, 11)
- 재커리 델링거 – 비올라 (트랙 6)
- 데이비드 월터 – 비올라 (트랙 6, 11)
- 제이콥 브라운 – 첼로 (트랙 6, 11)
- 폴라 호크할터 – 첼로 (트랙 6, 11)
- 로스 개스워스 – 첼로 (트랙 6)

## 차트
| 차트 (2022)                              | 최고 순위 |
| ---------------------------------------- | --------- |
| 오스트레일리아 앨범 (ARIA)               | 2         |
| 오스트리아 앨범 (Ö3 오스트리아)          | 2         |
| 벨기에 앨범 (울트라탑 플랑드르)          | 7         |
| 벨기에 앨범 (울트라탑 왈로니아)          | 6         |
| 캐나디안 앨범 (《빌보드》)               | 1         |
| 체코 앨범 (ČNS IFPI)                     | 1         |
| 덴마크 앨범 (히트리스트)                 | 9         |
| 네덜란드 앨범 (메하하르츠)               | 6         |
| 핀란드 앨범 (수오멘 비랄리넨 리스타)     | 2         |
| 프랑스 앨범 (SNEP)                       | 14        |
| 독일 앨범 (Offizielle 탑 100)            | 2         |
| 헝가리 앨범 (MAHASZ)                     | 2         |
| 아일랜드 앨범 (OCC)                      | 22        |
| 이탈리아 음반 (FIMI)                     | 2         |
| 일본 앨범 (오리콘)                       | 10        |
| 일본 핫 앨범 (빌보드 재팬)               | 12        |
| 뉴질랜드 음반 (RMNZ)                     | 6         |
| 노르웨이 앨범 (VG-리스타)                | 4         |
| 폴란드 앨범 (ZPAV)                       | 2         |
| 포르투갈 앨범 (AFP)                      | 10        |
| 스코틀랜드 앨범 (OCC)                    | 2         |
| 스페인 앨범 (PROMUSICAE)                 | 8         |
| 스웨덴 음반 (스베리예토프리스탄)         | 2         |
| 스웨덴 하드 록 음반 (스베리예토프리스탄) | 1         |
| 스위스 앨범 (슈바이처 히트파라데)        | 3         |
| 영국 음반 (OCC)                          | 2         |
| 1                                        |           |
| 미국 빌보드 200                          | 3         |
| 미국 탑 얼터너티브 앨범 (《빌보드》)     | 1         |
| 미국 탑 하드 록 앨범 (《빌보드》)        | 1         |
| 미국 탑 록 앨범 (《빌보드》)             | 1         |
| 미국 탑 테이스트메이커 앨범 (《빌보드》) | 1         |

| 차트 (2022)                       | 순위 |
| --------------------------------- | ---- |
| 오스트리아 음반 (Ö3 Austria)      | 74   |
| 독일 음반 (Offizielle Top 100)    | 35   |
| 폴란드 음반 (ZPAV)                | 80   |
| 스위스 음반 (Schweizer Hitparade) | 46   |
| 미국 하드 록 음반                 | 24   |